# Tigran Gharabaghzjan
Tigran Gharabaghzjan (armenisch Տիգրան Ղարաբաղցյան; * 6. Juni 1984 in Jerewan) ist ein ehemaliger armenischer Fußballspieler.

## Karriere

### Verein
Tigran Gharabaghzjan begann seine Karriere im Jahr 2005 in seinem Heimatland bei Bananz Jerewan. Von 2006 bis 2008 spielte er beim FC Pjunik Jerewan. Er gewann dort insgesamt dreimal die armenische Meisterschaft. 2008 ging der Stürmer nach Bulgarien zu Tscherno More Warna. Von 2008 bis 2009 stand er erneut beim FC Pjunik Jerewan unter Vertrag. Seine nächste Station war der armenische Verein Kilikia Jerewan. Im Sommer 2010 wechselte Gharabaghzjan zum kasachischen Erstligisten FK Atyrau, kam dort aber nicht zum Einsatz. Nach Saisonende schloss er sich wieder Kilikia an. Der Verein löste sich aber noch vor Beginn der Saison 2011 auf. Gharabaghzjan heuerte beim FC Ararat Jerewan, wo er bis zu seinem Karriereende im Jahr 2013 aktiv war.
Seit 2016 ist er als Sportdirektor von Ararat tätig.

### Nationalmannschaft
Tigran Gharabaghzjan wurde zweimal in der armenischen Nationalmannschaft eingesetzt.

## Erfolge
- Armenischer Meister: 2006, 2007, 2008